# Trapianto di pancreas
Il  trapianto del pancreas è l'operazione chirurgica che prevede il trapianto dell'organo pancreas.

## Storia
La storia del trapianto risale alla fine del XIX secolo. Inizialmente fu Hedon il primo a provarla su un animale, un cane, ma si ebbero effetti collaterali che portarono alla morte del soggetto. William nel 1894 eseguì il primo intervento di trapianto ovino (xenotrapianto) in un essere umano. A quel tempo si trattava di esperimenti che cercavano di salvare in extremis le vite umane, non si conosceva ancora l'insulina. Successivamente nel XX secolo e precisamente nel 1921 grazie a Banting e Best la vita dei diabetici non fu più così in pericolo da rendere necessari tali interventi. Gi studi comunque continuavano in quanto non si trovò un rimedio risolutivo al diabete mellito. Risale al 1966 il primo intervento sull'uomo, condotto da Richard Lillehei e William Kelly nello stato del Minnesota; in tale operazione vennero impiantati 14 graft che consentirono una normalizzazione nel soggetto, ma a distanza di un anno di quei 14 soltanto uno era ancora funzionante. In un secondo intervento operò il solo Lillehei con uno staff completo. I problemi erano legati soprattutto a due fattori: la fragilità dell'organo e le secrezioni endocrine. Nelle ultime decadi del XX secolo si sono fatti diversi interventi, fino a quello del 1978 dove Dubernard nella città di Lione utilizzò la tecnica dell'occlusione del dotto con polimeri sintetici; tale tecnica, anche se interessante, venne infine scartata, in quanto portava a fibrosi che danneggiava il trapianto. In quel periodo l'intervento era praticato solo in 3 luoghi: Denver nel Colorado, Cambridge in Inghilterra e Hannover in Germania, con una mortalità del 75 %. In seguito si vide l'introduzione della ciclosporina grazie a Calne, e successivamente fu acclamata la tecnica di Corry e Sollinger che nel 1983 proposero il trapianto con diversione vescicale. Venne poi ripresa le tecnica, già sperimentata senza successo da Groth nel 1970, che prevedeva il drenaggio enterico.
I trapianti di pancreas possono essere effettuati in concomitanza con altri organi, ad esempio il fegato; il primo trapianto in Europa di pancreas, fegato e reni insieme fu eseguito dal dottor Giovanni Dellagiacoma e dalla sua squadra dell'università di Verona.
Il 27 settembre del 2010 il professor Ugo Boggi ha eseguito il primo trapianto di pancreas al mondo con la tecnica robotica mini-invasiva.

## Diffusione
In trentaquattro anni si sono contati più di 14.000 interventi, la sopravvivenza dell'organo varia dal 70 al 90% (a seconda se si considera soltanto il pancreas o la combinazione con il rene). La stessa American Diabetes Association ha suggerito che chi stia in attesa di un trapianto del rene dovrebbe ricevere un pancreas notando i miglioramenti di tale tecnica negli ultimi anni.

## Indicazioni
Le persone per cui è indicato il trapianto del pancreas sono persone soggette alla forma I del diabete mellito di età non inferiore ai vent'anni. Inoltre vengono preferiti coloro che per malattia renale possono richiederne il trapianto e coloro in cui si sono manifestati gravi complicanze

## Tipologie
Sono 3 le forme possibili:
- Trapianto di rene e pancreas
- Trapianto di rene e pancreas effettuato in predialisi
- Trapianto di pancreas singolo

### Trapianto di rene e pancreas (combinato)
Anche se in tale forma di trapianto non deve per forza avvenire nello stesso momento, il pancreas infatti può anche essere trapiantato successivamente al rene, in ogni caso la forma combinata è quella preferita dove si prevede un unico donatore. Porta ad una sopravvivenza maggiore rispetto agli altri casi.
Controindicata in caso:
- Età superiore ai 55 anni
- Grave forma di cardiopatia
- Presenza di tumori o metastasi
- Presenza di malattie infettive
- Presenza di disturbi psichiatrici

La forma che prevede la doppia operazione viene chiamata "PAK" è nel 2002 sono state effettuate più di 600 operazioni, mentre la forma combinata "SPK" dal 1999 sino al 2004 nei soli USA sono state eseguite più di 1.800 operazioni

### Trapianto di rene e pancreas (predialisi)
Introdotta da pochi anni è la lista che prevede un elenco di persone che hanno un valore di clearance inferiori ai 45 ml.

### Trapianto di pancreas singolo
Definito anche con la sigla "PTA", viene indicata in presenza di:
- Retinopatia
- Neuropatia
- Nefropatia con proteinuria > 150 mg/24 ore e <3 g/24 ore con clearance della creatinina > 70 ml/min
- Diabete iperlabile

## Donatore
L'età del donatore svolge un ruolo determinante in tale trapianto, infatti anche se per un trapianto il limite è di 45-50 anni si tende ad abbassare tale limite ai 40 anni nel caso del pancreas sembra che l'andamento dei graft vengano influenzati da questo fattore, da notare che il principio di fondo è l'opposto per il trapianto del rene. Per la scelta si tengono conto della compatibilità nel sistema AB0, gli antigeni HLA e la presenza di anticorpi linfotossici preformati che comprometterebbe il tutto fornendo un alto tasso di rigetto. Esiste la possibilità di ricevere l'organo da una persona vivente (per questo tipo di intervento il centro di Minneapolis è uno dei centri più all'avanguardia nel mondo), praticato con pancreasectomia distale per via laparoscopica, con conservazione della milza.

### Conservazione
Il problema una volta prelevato dal donatore è conservare l'organo tollerando un'ischemia fredda; soprattutto in passato veniva utilizzata la soluzione di Collins che permette di conservare il pancreas per 6 ore circa. Essa è ricca di glucosio, il principale antirigonfiamento cellulare della soluzione, e si cercò un'alternativa per aumentare il tempo di attesa, nel 1987 ci fu l'UW (iniziali presa da: Università Wisconsin dove venne preparata) elaborata da Belzer, grazie alla quale l'organo resiste anche a 15 ore dall'estrazione. Prima dell'intervento viene mantenuto a 4 °Celsius con ghiaccio.

## Intervento

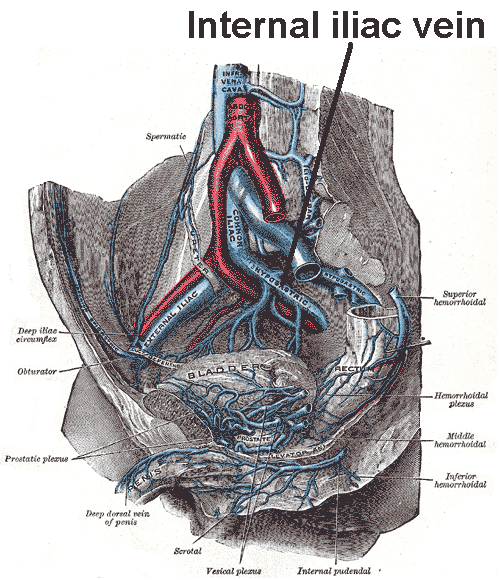
Arteria iliaca interna e comune

L'intervento consiste in una laparotomia, a cui si può procedere o con incisione xifopubica o incisione bilaterale a J con accesso intraperitoneale. Se l'intervento prevede il doppio trapianto viene prima lavorato il rene in quanto occorre un lungo lavoro di preparazione sul pancreas prima che venga inserito.

### Preparazione
Prima dell'impianto vero e proprio occorre:
- Preparare l'arteria iliaca comune e quella interna per evitare una possibile linforrea postoperatoria, infine si valuta l'intero stato delle arterie e si decide dove si intenda agire con anastomosi
- Preparare l'organo, la procedura cambia di molto a seconda se si tratta dell'intero organo (e in tal caso occorrono 3 ore per prepararlo) o se solo in parte e in tal caso bastano 30 minuti. In entrambi i casi si interviene con splenectomia

- Si procede alla legatura dell'arteria splenica utilizzando il punto trafisso con splenectomia, successivamente dei piccoli vasi e delle arterie duodenali con suturatrice meccanica GIA e del coledoco;
- Si prepara l'arteria e vena mesentrica e l'arteria splenica con anastomosi in filo 6-0, in questo passo si utilizza una parte del donatore: la biforcazione dei vasi iliaci;
- Infine si prepara la vena porta e si effettua una nuova anastomosi permettendo l'innesto della vena iliaca comune direttamente dal donatore

### Impianto
L'impianto avviene dopo aver somministrato 2.000 U di eparina. Si effettuano le due anastomosi (la venosa e l'arteriosa), durante tali operazioni il pancreas deve essere mantenuto in ipotermia ma tale periodo deve essere il più breve possibile e comunque non superiore ai 40 minuti per i danni che l'organo riceve. Dopo tali operazioni si provvede al declampaggio venoso-arterioso, questo è il passaggio più pericoloso per la possibile fuoriuscita di sangue anche abbondante, ciò può essere provocato da una non sufficiente cura durante le fasi preparatorie. In tali casi non conviene effettuare un nuovo clampaggio per il rischio di trombosi ma un'emostasi con i punti trafissi. Il processo termina con il posizionamento del pancreas nella fossa iliaca e con drenaggio aspirativo.

### Il problema della secrezione esocrina
Da sempre costituisce il problema maggiore in tali trapianti, per ovviare nel corso degli anni sono state realizzate varie tecniche, fra quelle maggiormente utilizzate:
- Trapianto pancreas segmentario, con iniezione nel sistema duttale (nel dotto di Wirsung, l'escretore principale del pancreas esocrino) di resine sintetiche. Porta ad atrofia del pancreas esocrino e fibrosi
- Diversione della secrezione esocrina nell'apparato urinario, il più utilizzato che provoca nel soggetto un'atipica connessione duodeno-vescica attraverso graft con vari disturbi al metabolismo, che porta a distanza di anni dall'intervento a pancreatite, acidosi e rottura dell'uretra. Rimane in ogni caso la tecnica più diffusa[15]
- Diversione nell'apparato digerente

### Altre tecniche
- Diversione venosa sistemica
- Diversione portale, grazie a Shokouh-Amiri

## Immunosoppressione
Il trattamento immunosoppressivo prevede:
- Azatioprina (2,5 mg/kg/giorno), in seguito sostituita da micofenolato mofetil[16]
- Prednisone (0,5– 1 mg/kg/giorno con dose di mantenimento di 20 mg )[17]
- Siero antilinfocitario (8 mg/kg/giorno tramite endovena), che durante il trattamento viene poi sostituito dalla ciclosporina-A in dose 6–8 mg/kg/giorno, in seguito la ciclosporina venne sostituita dal tacrolimus.[18]

## Rigetto
Il rigetto può essere previsto e trattato prima che si manifesti soprattutto nel caso di trapianto combinato in quanto anomalie alla funzionalità del rene funzionano come avvertimento del prossimo rigetto del pancreas. Più difficile è prevenirlo nel caso di trapianto singolo, si sono effettuati vari studi sul test del C-peptide che anche se valido risulta troppo lenta come procedura. Nel caso di rigetto esso viene trattato con boli di prednisone 500 mg in endovena, se non dovesse avere effetto siero antilinfocitario o anticorpi monoclonali.

## Complicanze
In caso di iperglicemia dopo l'operazione bisogna prestare attenzione a possibile rigetto o a trombosi e nel caso di intervento segmentario si somministra in infusione continua eparina, o acenocumarolo per 6 mesi, in quello totale invece il rischio di trombosi è molto ridotto e come profilassi si utilizza eparina con basso peso molecolare in combinazione con acido acetilsalicilico 100 mg al giorno e dipiridamolo 75 mg ogni 8 ore.
Altre complicanze sono:
- Gastroparesi
- Vomito (causato dalla stessa gastroparesi)

## Follow up
Il follow-up ad un anno mostra ottimi risultati, si parla di sopravvivenza nel 95% dei casi (15.000 trapianti nel mondo sino al 2005), i risultati stanno migliorando nel corso dei tempi. I graft persi per cause tecniche avevano una volta un'elevata percentuale, diminuì prima al 15% nell'anno 1987 sino all'8% del 2005.